# Mníšek nad Hnilcom
Mníšek nad Hnilcom es un municipio del distrito de Gelnica en la región de Košice, Eslovaquia, con una población estimada a final del año 2024 de 1830 habitantes.
Se encuentra ubicado al oeste de la región, en el valle del río Hernád y cerca de la frontera con la región de Prešov.

## Demografía
| Año        | 1994 | 2004    | 2014    | 2024    |
| ---------- | ---- | ------- | ------- | ------- |
| Población  | 1621 | 1711    | 1751    | 1830    |
| Diferencia |      | +5,55 % | +2,33 % | +4,51 % |

| Año        | 2023 | 2024    |
| ---------- | ---- | ------- |
| Población  | 1832 | 1830    |
| Diferencia |      | −0,10 % |